# Bratwurst

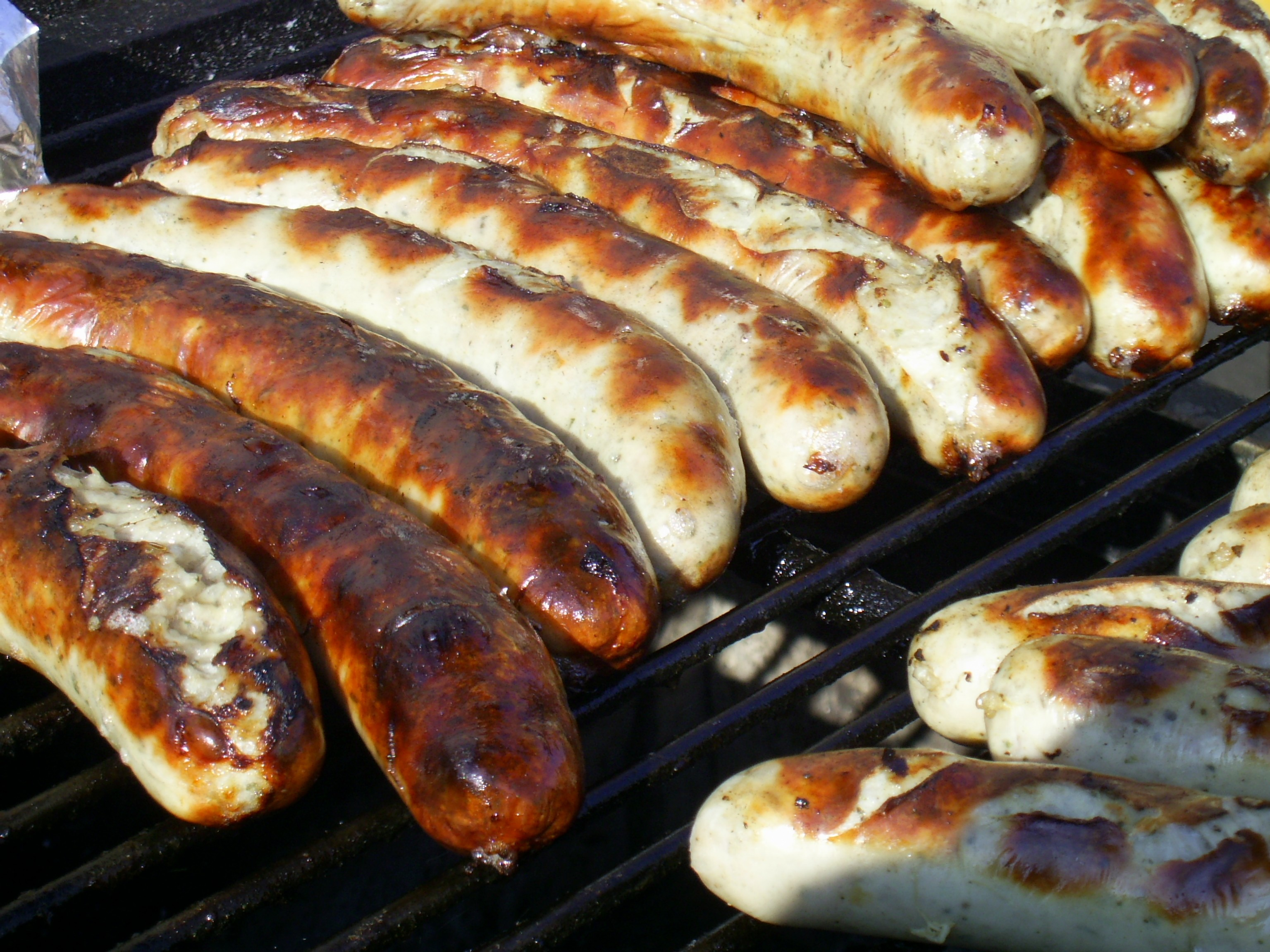
Thüringer Rostbratwurst

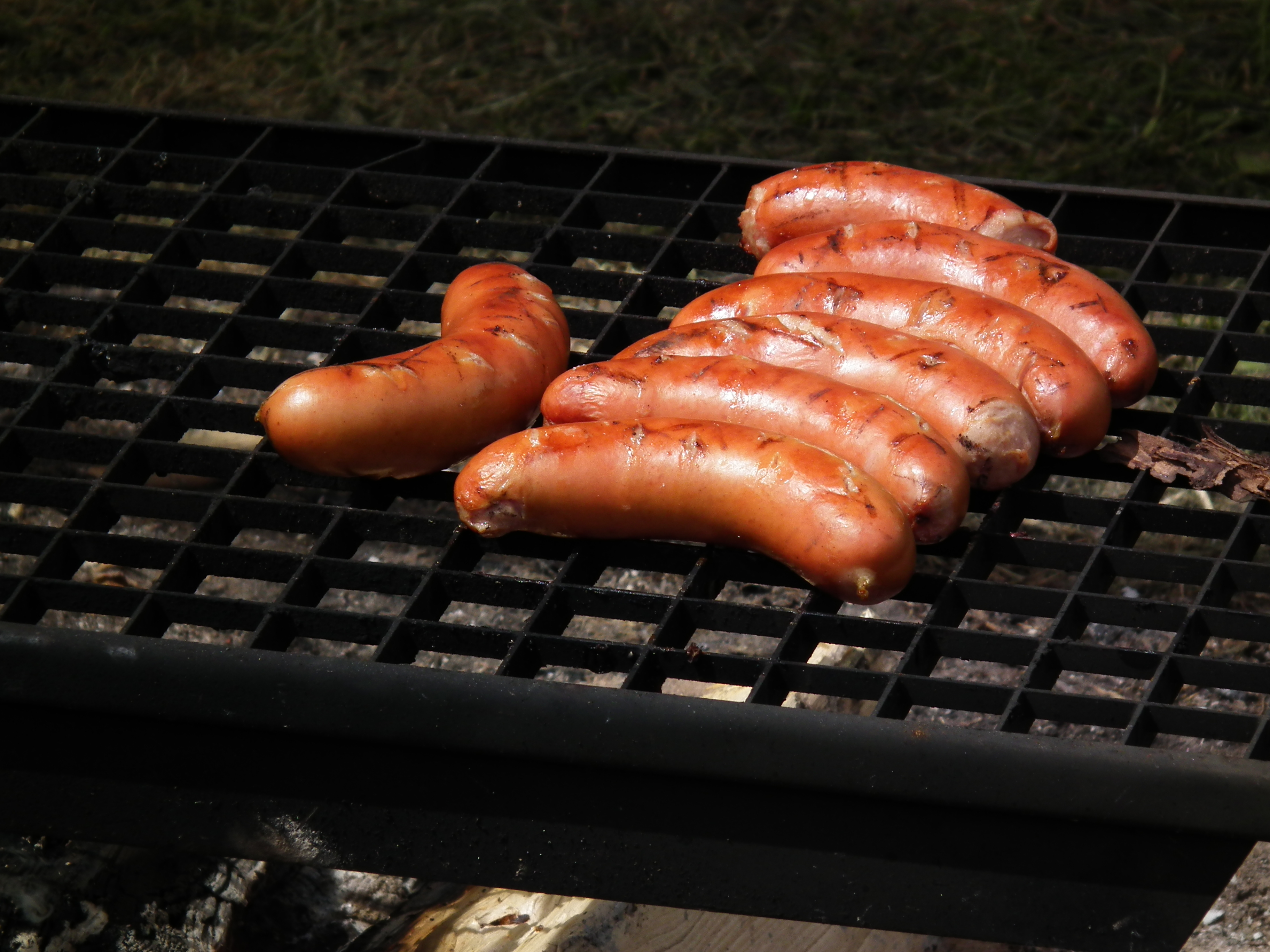
Rote wurst

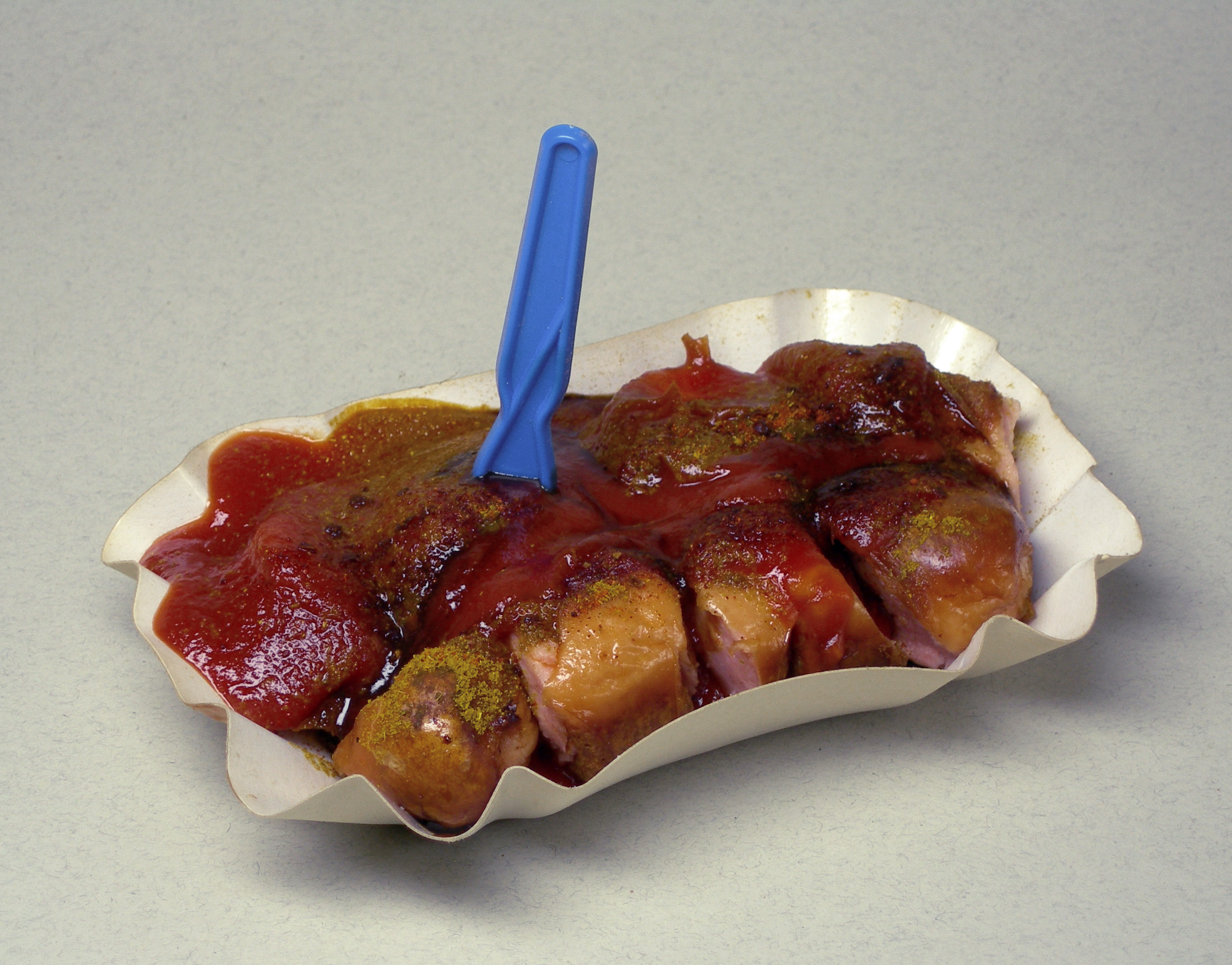
Currywurst

Bratwurst je druh německé klobásy, většinou určené ke grilování. Je populární po celém Německu, převážně však v bavorské kuchyni. Kromě Německa je bratwurst běžný především ve švýcarské, rakouské a americké kuchyni. Vyrábí se buď z vepřového, nebo z hovězího masa a s přísadami (koření, cibule, bylinky) se plní do vepřových nebo jehněčích střev. Klobásy se pak spaří v horké vodě, vývaru nebo páře. 
Ke konzumaci se obvykle připravuje smažením na grilu nebo na pánvi.

## Původ názvu
Název bratwurst pochází ze staré horní němčiny, ze slova brätwurst, kde brät znamená mleté maso a wurst, označuje párek nebo klobásu. První zmínka o bratwurstu pochází z roku 1313 z Norimberku.[zdroj?]

## Typy bratwurstu
- Fine Bratwurst (nebo Weißwürstchen) – Německo

je vařená klobása vyrobená z masa. Prodává se buď v syrové nebo i ve vařené formě. Je plněna do vepřových střívek o průměru 26 až 28 mm a váží okolo 80 až 120 g. 
- Grobe Bratwurst (auch Rostbratwurst, Hamburger Bratwurst, Norddeutsche Bratwurst) – Německo

je vařená klobása vyrobená z vepřového masa. Umleté maso má hrubou strukturu o velikosti cca 5 mm. Plní se do vepřových střívek o průměru 26 až 28 mm a váží okolo 100 g. Známými variantami jsou také Coburger Bratwurst, který obsahuje nejméně 15 % hovězího masa i čerstvých vajec a typicky se peče se na grilu v otevřeném ohni z borových šišek. Další variantou je Fränkische Rostbratwurst, která je navíc ochucena majoránkou a novým kořením. 
- Rostbratwurst – Německo

je názvem pro hrubě i středně hrubě umleté druhy klobás. Klobása se vyrábí z vepřového masa. Hmota se mele a seká, dokud nezíská jemnou strukturu s velikostí zrna maximálně o velikosti hrášku. Plní se do vepřových střívek o průměru 26 až 28 mm a má hmotnost okolo 100 g. V rakouském Tyrolsku se klobásy navíc vyrábějí za přidání syrové, nakrájené cibule a nasekané petrželky (10 g/kg).
- Kalbsbratwurst – Německo

je vařená telecí klobása. Plní se do vepřových střívek o průměru 28 až 32 mm a má hmotnost 100 g.
- Rindsbratwurst – Německo

je vařená klobása vyrobená z hovězího masa a sádla. Od frankfurtské hovězí klobásy se liší pouze použitím kuchyňské soli místo dusitanové soli.
- Currybratwurst – Německo

je vařená klobása vyrobená z vepřového masa a slaniny. Typické složení je směs masa a trochu kari koření. Plní se do vepřových střívek o průměru 28 až 32 mm a má jednotkovou hmotnost 100 g. Název se nesmí zaměňovat s currywurstem, což je pokrm z nakrájené klobásy zalitý rajčatovou omáčkou nebo kečupem (viz obrázek).
- Thüringer Rostbratwurst, dlouhá tlustá klobása pocházející z Durynska, populární pouliční jídlo.

Durynská klobása (nebo také Thüringer Roster ) je středně jemná klobása vyráběná ve spolkové zemi Durynsko z hrubě odtučněného vepřového masa, vepřových líček bez kůže, případně s telecím nebo hovězím masem bez šlach. Prodává se syrová nebo vařená a má pikantní chuť. Typickým kořením bývá sůl, pepř a v závislosti na regionu zejména kmín, majoránka a česnek. Hmota má jemnou strukturu maximální velikost zrna je 3 mm. Je v úzkém přírodním střívku z vepřového nebo ovčího masa, každý kus je dlouhý nejméně 15 cm a váží 100 g až 150 g. Od 6. ledna 2004 je název Thüringer Rostbratwurst s těmito vlastnostmi registrován jako výrobek s chráněným zeměpisným označením. 
- Mittelgrobe Bratwurst (nebo také Fränkische Bratwurst, Schweinswürstchen, Rostbratwurst) – Německo

je vařená klobása vyrobená z vepřového masa. Hmota má hrubou strukturu až do 5 mm. Plní se do vepřových střívek o průměru 26 až 28 mm a má jednotkovou hmotnost 100 g. 
- Coburger Bratwurst – Německo

je klobása původem z města Coburg. Je vyráběný ze směsi vepřového a hovězího masa a z vajec.
- Kulmbacher Bratwurst – Německo

je dlouhá a tenká klobása původem z města Kulmbach, jedná se o úzkou dlouhou klobásu z jemného telecího masa. Typicky se servíruje v anýzové housce.
- Nürnberger Rostbratwurst – Německo

je vařená klobása z vepřového masa původem z Norimberku. Typickým kořením je kuchyňská sůl a majoránka. Hmota má jemnou strukturu o velikosti zrna 3 mm. Plní se do střívek o průměru 15 mm. Norimberská klobása váží cca 20 až 25 g a má délku 7 až 9 cm. Obvykle se servíruje jako tři klobásy v rohlíku nebo v housce, nebo dvanáct i ve variantě šest klobás se zelím na talíři. Označení originální norimberská klobása je chráněno jako zeměpisné označení. Tento název mohou nést pouze klobásy vyrobené ve městě Norimberk a podle stanoveného receptu usnesením ze dne 18. března 1998.
- Würzburger Bratwurst – Německo

je silně kořeněná, 15 až 20 cm dlouhá a asi 15 mm tlustá klobása. Obsahuje však také porci bílého franckého vína. Název Würzburger Bratwurst pochází ze soutěže pořádaným Klausem Zeitlerem, což byl starosta německého města Würzburg, který dal podnět k vytvoření originální místní klobásy.
- Nordhessische Bratwurst – Německo

klobása podobná Thüringer Rostbratwurst, na rozdíl od ní ale bývá delší. Typická pro německou spolkovou zemi Hesensko.
- Rote Wurst – Německo

klobása typická pro německou spolkovou zemi Švábsko. Bývá kratší, lehce pikantní a obsahuje i namletou slaninu.
- St. Galler Bratwurst – Švýcarsko

klobása je typická pro východní Švýcarsko, především pro St. Gallen. Tato vařená klobása je vyrobená z vepřového masa, slaniny a nejméně 50 % telecího masa z masové složky klobásy. Mléko dodává těmto klobásám charakteristickou bílou barvu. Musí se skládat ze soli, bílého pepře a muškátového květu.  Povoleno je i jiné koření, jako například cibule, citron, muškátový oříšek, kardamom, koriandr a zázvor.  Po naplnění masa do vepřových střev se syrová klobása deset až dvacet minut spaří v horké vodě o teplotě asi 21 stupňů Celsia a poté se rychle ochladí v ledové lázni. Od roku 2008 je klobása ze St. Gallen registrována jako chráněné zeměpisné označení pro východní švýcarské kantony St. Gallen, Thurgau , Appenzell Ausserrhoden a Appenzell Innerrhoden.

## Currywurst
Currywurst je pokrm typický pro Berlín a berlínskou kuchyni, kde je podáván jako pouliční jídlo. Jedná se o nasekaný bratwurst politý kečupem nebo kari omáčkou a posypaný kari. Podává se s chlebem nebo hranolky.

## Podobné pokrmy
S grilovacími klobásami podobnými bratwurstu se lze setkat v mnoha dalších zemích. Velmi podobný je například braadworst z nizozemské kuchyně nebo boerewors z jihoafrické kuchyně. V oblasti Maghrebu na severu Afriky je populární grilovací klobása merguez, na rozdíl od bratwurstu bývá pikantní a běžně se vyrábí i ze skopového masa. S klobásami podobnými bratwurstu se lze setkat též v polské nebo gruzínské kuchyni.
V Horním Rakousku se 1. adventní neděli také říká Bratwurst Sunday, protože je zvykem v tento den obědvat klobásy s kysaným zelím.